# Medaille voor de Slachtoffers van de Invasie
De Medaille voor de Slachtoffers van de Invasie (Frans: Médaille des victimes de l'invasion) is een Franse onderscheiding. Deze medaille werd op 30 juni 1921 ingesteld op verzoek van de minister voor de Bevrijde Gebieden, Louis Loucheur. Frankrijk had in de oorlog enorme schade opgelopen in het noorden en oosten van het land, gebieden die vier jaar lang door Duitsland bezet waren geweest. De bevolking was door de Duitse autoriteiten en het leger onderworpen aan een schrikbewind. Daarom werden de slachtoffers zoals gedeporteerden, gijzelaars en dwangarbeiders geëerd met deze medaille.
Op 12 april 1922 weren de criteria voor toekenning uitgebreid met geweld en mishandeling door de Duitsers.
De medaille werd in drie graden uitgereikt:
- in verguld zilver (Frans: vermeil), met een kleine rozet op het lint
- in zilver (Frans: argent)
- in verzilverd brons (Frans: bronze argenté)
- in brons (Frans: bronze)

De medailles werden aan een blauw lint met twee brede rode strepen en een smalle zwarte baan in het midden op de linkerborst gedragen.
Frankrijk kende twee medailles om de slachtoffers van de Duitse bezetting te eren. Behalve deze medaille waren er ook:
- De Vriendschapsmedaille (Frans: Médaille de la Fidélité française) voor Fransen in de Elzas en in Lotharingen
- De Medaille voor Burgergevangenen, Gedeporteerden en Gijzelaars tijdens de Grote Oorlog (Frans: Médaille des Prisonniers civils, Déportés et Otages de la grande guerre)

Op 10 januari 1923 werden twee gespen PRISONNIERS POLITIQUES en OTAGES DE GUERRE voor respectievelijk de politieke gevangenen en de gijzelaars, ingesteld. Deze verguld zilveren of verguld bronzen gespen werden op het lint gedragen. De dragers van de verguld zilveren medaille met gesp lieten de rozet weg.
De kandidaten voor de medaille werden door een commissie van het Ministerie voor de Bevrijde Gebieden beoordeeld. Dit ministerie heeft tot 1926 bestaan. Ook de medaille werd slechts gedurende een korte tijdsspanne toegekend. De gedecoreerden kregen behalve de medaille ook een op naam gesteld diploma. Het bezit van de Medaille voor de Slachtoffers van de Invasie sloot de toekenning van een andere medaille uit. De drager kwam niet meer in aanmerking voor de Medaille voor Burgergevangenen, Gedeporteerden en Gijzelaars tijdens de Grote Oorlog (Frans: Médaille des Prisonniers civils, Déportés et Otages de la grande guerre).

## De medaille
De ronde medaille heeft een diameter van 30 millimeter. Op de voorzijde van de door Pierre-Victor Dautel (1873-1954) ontworpen medaille is tussen een kerk en een vernield huis een vrouw met een hoofddoek afgebeeld. Als achtergrond dient een landschap van vernielde gebouwen. De vrouw wringt haar handen in wanhoop. Tegen de hemel staat het woord FRANCE.
Op de keerzijde staat de opdracht AUX VICTIMES DE L’INVASION - LA FRANCE RECONNAISSANTE binnen een krans van aren waarop de jaartallen '1914 - 1918' staan. De medaille is onbewegelijk met een brede met ketens versierde gesp verbonden. Het lint wordt door deze gesp gehaald. Men droeg de door het maison Janvier-Berchot geslagen medaille op de linkerborst.

## De gespen
Op 10 januari 1923 werden in een Decteey twee gespen ingesteld. De gespen werd de tekst "PRISONNIERS POLITIQUES" en "OTAGES DE GUERRE" voor respectievelijk de Franse politieke gevangenen en de Franse gijzelaars, ingesteld. Deze verguld zilveren of verguld bronzen gespen werden op het lint gedragen. De dragers van de verguld zilveren medaille met gesp lieten op hun lint  de rozet weg

## De presidentiële medaille
Voor de president van de Republiek, Alexandre Millerand, en enkele voorname personen werd een grote medaille, de Médaille des Présidents, geslagen. Deze zeldzame medaille met een diameter van 74 millimeter werd aan een lint met een lengte van 25 tot 30 centimeter gedragen. De medaille is als vaandeldecoratie aan het vaandel van de Association d'Anciens Combattants 14-18 gehangen.

## Protocol
Wanneer men op uniformen geen modelversierselen droeg was een kleine rechthoekige baton in de kleuren van het lint voorgeschreven. De medaille werd ook als miniatuur met een doorsnede van 19 millimeter gedragen op bijvoorbeeld een rokkostuum.